# アフダーム
アフダーム（الأخدام al-akhdām、単数形：خادم khādim アラビア語で「召使」の意）、 別名ムハマシーン（المهمشين al-muhamashīn 「主流から追いやられた人々」）とはイエメンにおいてそのネグリト風の容貌から多数派より区別されている社会集団である。彼らは社会階層の最下位にあるとされて、彼らの仕事は同国の主要都市での賤業に殆ど限局されている。

## 概説

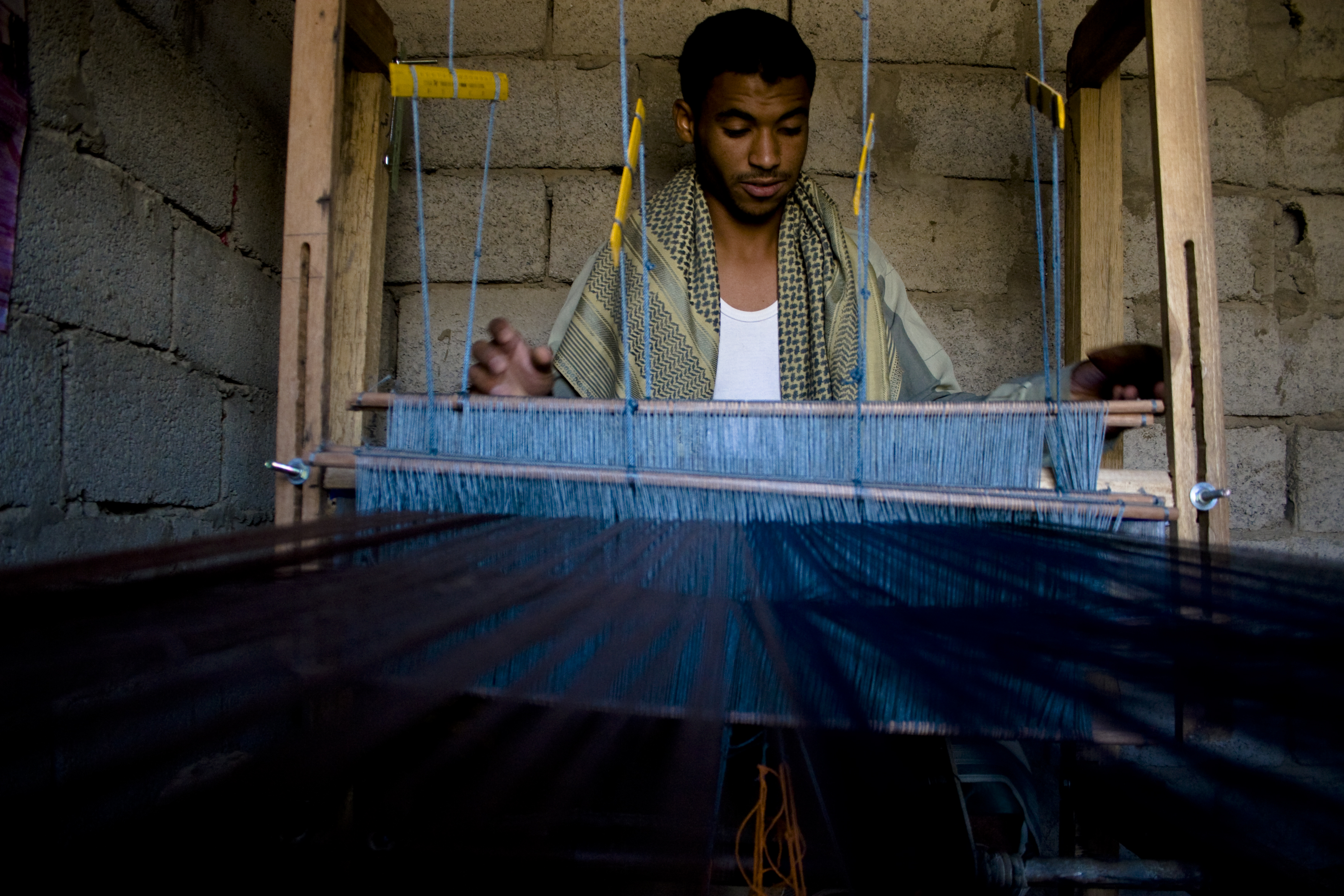
タイズのアフダーム男性

アフダームの実際の出自は詳らかではない。有名な説話によれば彼らは先イスラム時代アビシニアがイエメンを占領した際に渡ってきた兵士の子孫であるという。アビシニア軍はイスラム時代の始まりの時追放されたが、一部が残ったとされ、こうしてアフダームが生まれたという。また別の説によれば彼らはヴェッドイド由来とされる。
Vombruckなど人類学者はイエメンの歴史と社会階層が、ザイド朝など様々な政権下で発展し、カースト的社会を作った事を指摘している。
現代に入って彼らの社会状況はある程度改善したものの、未だに多数派のイエメン人社会からは偏見を受けており、低俗で汚れていて不道徳で不可触であるといわれている。彼らは世襲制のカーストを形成しており、それはイエメンの社会階層の最下位に位置している。
他国からの多くのNGOと慈善団体（国際ケア機構など）がアフダームの生活環境向上のために活動している。

## 分布
殆どのアフダームがイエメンの主要都市郊外の隔離されたスラムに生活している。多くは首都サナアに、その他アデン、タイズ、ラヒジュ、アビヤン、アル＝フダイダおよびアル＝ムカッラーにもみられる。

## 人口動態
政府当局の推計によれば2004年現在のアフダームの人口はおよそ50万人である。別の推計によれば2007年現在でイエメンの総人口2200万人のうちの100万人以上である。

## 人類学
社会的地位のほか、アフダームはそのヴェッドイドすなわちネグリト風の容姿が一般のイエメン人とははっきりと異なっている。彼らはイエメン人の平均より少なからず背が低い。毛髪や肌の色もネグリトの特徴を持つ。

## 遺伝学
Lehmann (1954)とTobias (1974)の遺伝子研究によるとアフダームには鎌状赤血球症が高頻度で現れる。Lehmannはこの事を同じくこの特徴の頻度が高い南アジアとの生物学的繋がりがあるからだとした。

## 参考資料
1. 1 2 3  Robert F. Worth, "Languishing at the Bottom of Yemen’s Ladder", New York Times, (February 27 2008)
2. 1 2 3 4 5  Lehmann, Hermann (1954). “Distribution of the sickle cell trait”. Eugenics Review 46 (2):  101–121. PMC 2973326. PMID 21260667 2012年8月5日閲覧。.
3. ↑  GABRIELE VOMBRUCK (June 1996). “Being worthy of protection. The dialectics of gender attributes in Yemen”. Social Anthropology 4 (2):  145–162. doi:10.1111/j.1469-8676.1996.tb00322.x.
4. ↑  Marguerite Abadjian (2004年4月22日). “In Yemen, lowest of the low”. The Baltimore Sun
5. 1 2  “Caste In Yemen”.   Baltimore Sun (2004年4月25日). 2012年12月2日閲覧。
6. ↑  Worth, Robert (2008年12月7日). “In slums without hope, Yemen's untouchables”. The New York Times
7. ↑  IRIN
8. ↑  Yemen Times
9. ↑  Tobias, P.V. (1974年6月1日). “An Anthropologist Looks at Malaria”. pp. 1124–1127. 2012年8月5日閲覧。